# Форд, Уэйн
Уэ́йн А́дам Форд (англ. Wayne Adam Ford; род. 3 декабря 1961 года, Петалума) — американский серийный убийца.

## Признание и арест
3 ноября 1998 года Уэйн Форд появился в полицейском участке города Эврика, штат Калифорния, в сопровождении своего брата Рода. Именно брат убедил его сдаться властям. Форд признался в убийстве четырёх женщин. Его слова подтвердило шокирующее содержимое кармана преступника — в полиэтиленовом пакете находилась отрезанная женская грудь. Форда немедленно арестовали.

## Расследование
Оказавшись под стражей, Уэйн начал активно сотрудничать со следствием и давать показания. Он признался в убийстве Патрисии Тэмез (29 лет), Тины Гиббс (26 лет), Ланетт Уайт (25 лет) и ещё одной — неопознанной женщины, туловище которой было найдено на берегу реки. Он дал следователям подробный отчёт о том, как убивал каждую жертву. Во время убийств Уэйн работал дальнобойщиком и развозил на грузовике древесину по Орегону, Калифорнии, Неваде и Аризоне. Именно во время его рейсов он похищал и убивал своих жертв.
Уэйн признавался, что подбирал женщин, путешествующих автостопом. Своих жертв он затаскивал в трейлер, насиловал, а затем душил. В холодильнике Уэйна полиция обнаружила части тела жертв. Также следователи осмотрели его рабочий и личный грузовики. Уэйн признался, что в течение многих дней подряд возил с собой тела некоторых жертв.

## Приговор
11 августа 2006 года Уэйна Форда приговорили к смертной казни. После чего он был этапирован в тюрьму Сан-Квентин штата Калифорния в ожидании исполнения приговора. 

## В заключении
В августе 2016 года Форда посетили в тюрьме журналисты. Будучи сторонником смертной казни, во время интервью Уэйн Форд поведал о тяжелых условиях жизни в камере смертников тюрьмы Сан-Квентин и выразил сожаление о том, что не совершил самоубийство в ноябре 1998 года, из-за опасения умереть от естественных причин, проведя десятилетия в подобных условиях, так и не дождавшись исполнения смертного приговора.